# Shoreditch

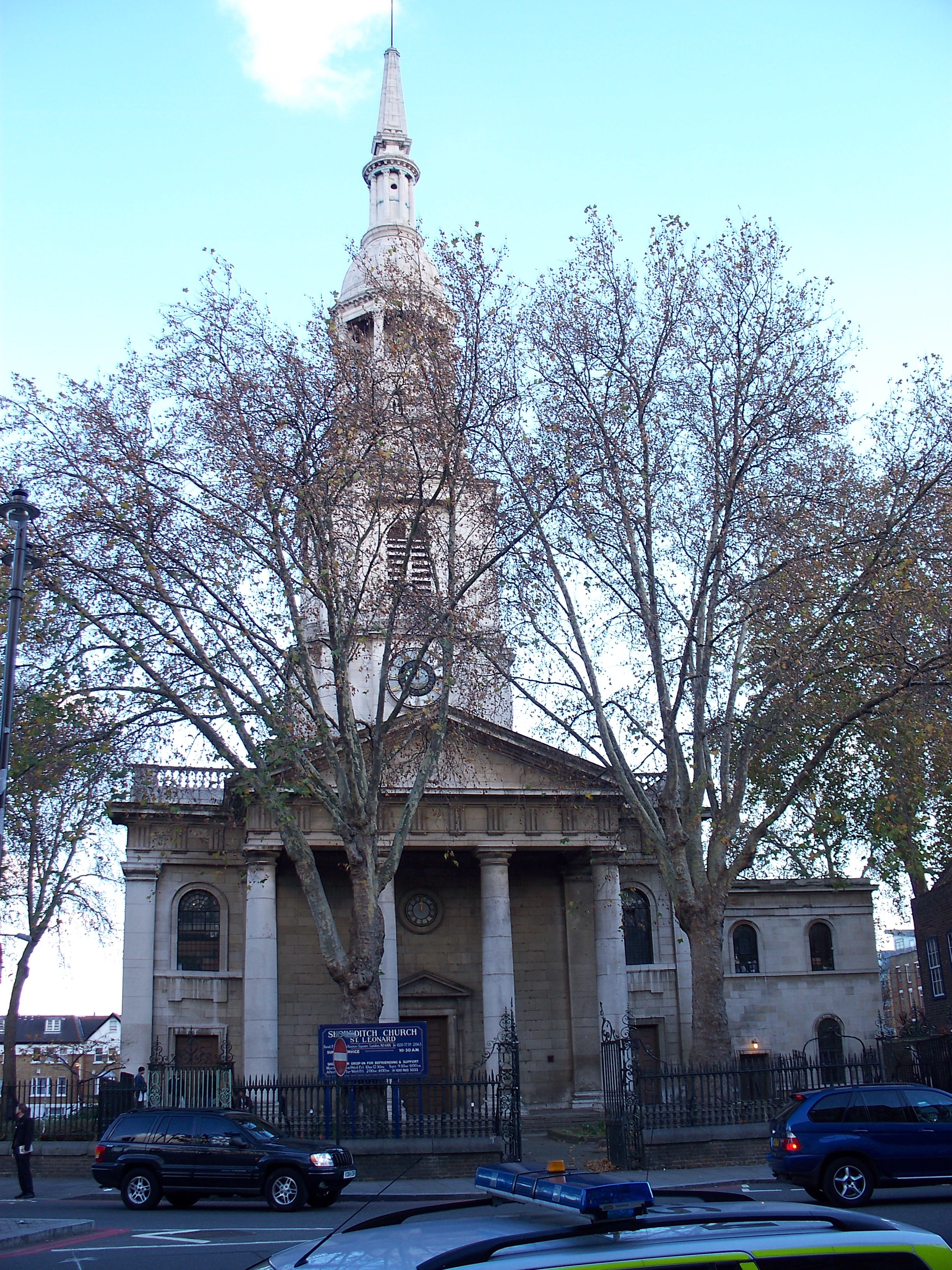
Chiesa di Shoreditch.

Shoreditch è un quartiere dell'East End di Londra, facente parte del borgo londinese di Hackney. Si trova immediatamente a nord della City e 3,8 km a nord di Charing Cross.

## Origine del nome
L'etimologia di Shoreditch è molto dibattuta. Un'antica tradizione mette in relazione il nome della zona con Jane Shore, l'amante del re Edoardo IV, che secondo un'antica ballata morì in un fosso della zona. In ogni caso, poiché il sito è riportato come Soersditch, anche prima di questo evento, la più plausibile etimologia è da Sewer Ditch (fogna), in riferimento al fatto che in tempi remoti vi era un collettore che drenava acqua da un vicino acquitrino. Possibile anche il riferimento alla sorgente del fiume Walbrook che scorreva nell'area di Curtain Road.
La leggendaria associazione del nome di Jane Shore con l'area è stata ipotizzata da un dipinto che raffigura la signora china su un fossato, conservato nella Haggerston Branch Library, situata nel quartiere.

## Storia

### Origini
Ora parte della città interna, Shoreditch era un tempo un sobborgo posto fuori della City of London, costruito intorno alla St Leonard's Church, all'incrocio di Shoreditch High Street e Kingsland Road con Old Street e Hackney Road.
Shoreditch High Street e Kingsland road costituiscono un breve tratto della antica strada romana Ermine Street e della moderna A10. Quest'ultima, nota anche come Old North Road, era la più importante strada percorsa dalle carrozze dirette verso nord, che uscivano dalla City attraverso Bishopsgate. La direzione est-ovest di Old Street-Hackney Road era probabilmente una strada romana che collegava Silchester con Colchester, passando all'esterno della City of London.

### Cultura contemporanea
- Shoreditch (con Hoxton e Brick Lane) è oggi considerata l'area hipster di Londra: molti edifici industriali sono stati convertiti in uffici ed appartamenti, mentre Curtain Road e Old Street si evidenziano per i molti club e pubs. Inoltre gallerie d'arte, bar, ristoranti, attività di media e la costruzione del campus dell'Hackney Community College sono le caratteristiche di questa evidente trasformazione[1]
- Nelle vie del quartiere è stato girato il videoclip di UBerlin dei R.E.M. nell'anno 2011

## Infrastrutture e trasporti
- London Overground: Shoreditch High Street
- Il quartiere è attraversato da numerose linee di autobus urbane, gestite da London Buses, che collegano Shoreditch ai quartieri limitrofi[2][3][4].